# 少典
少典，上古有熊部落首领，少典是伏羲女媧之子，黄帝和炎帝的父親。《史记·五帝本纪》：“黄帝者，少典之子”。《史记集解》谯周：“有熊国君，少典之子也。”《国语·晋语四》：“昔少典娶于有蟜氏，生黄帝、炎帝”。
少典或為一國之國名；國語所指亦或為少典是黄帝、炎帝兩氏氏族之祖，非指炎黄二人。
少典是原始社会时期有熊部落的首领，大多史料都称黄帝为有熊氏。少典氏启昆生黄帝轩辕氏。